# Eparchia Opieki Najświętszej Bogurodzicy w Buenos Aires
Eparchia Opieki Najświętszej Bogurodzicy w Buenos Aires – eparchia Kościoła katolickiego obrządku bizantyjsko-ukraińskiego z siedzibą w Buenos Aires, obejmująca wszystkich wiernych tego obrządku zamieszkałych w Argentynie. Należy do metropolii Buenos Aires, na czele której stoi rzymskokatolicki arcybiskup tego miasta. Została erygowana w 1968 jako egzarchat arcybiskupi Argentyny. W 1978 uzyskała status eparchii i obecną nazwę. 